# Sclerolinum minor
Sclerolinum minor är en ringmaskart som beskrevs av Eve C. Southward 1974. Sclerolinum minor ingår i släktet Sclerolinum och familjen skäggmaskar. Inga underarter finns listade i Catalogue of Life.